# Bruce Anderson (Fußballspieler)
Bruce Anderson (* 23. September 1998 in Banff) ist ein schottischer Fußballspieler, der beim FC Kilmarnock unter Vertrag steht.

## Karriere
Bruce Anderson wurde im Jahr 1998 in Banff an der schottischen Nordseeküste geboren. Bis Dezember 2013 spielte Anderson beim Dyce Boys Club im Aberdeener Vorort Dyce. Danach spielte er ab Januar 2014 in der Jugend des FC Aberdeen. Mit der U-20-Mannschaft der Dons nahm er in der Saison 2016/17 am Challenge Cup teil und kam dort gegen Formartine United und Forfar Athletic zum Einsatz. In der folgenden Saison kam er zunächst zwei weitere Male in der U-20 im Challenge Cup zum Einsatz. Im Spiel gegen Inverness Caledonian Thistle gelang ihm ein Tor. Kurz darauf wurde der Stürmer an den schottischen Viertligisten Elgin City verliehen. In 14 Spielen erzielte er sechs Tore. Nach seiner Rückkehr nach Aberdeen debütierte der 19-Jährige für die erste Mannschaft der Dons am 5. August 2018, dem 1. Spieltag der Scottish Premiership 2018/19 gegen die Glasgow Rangers als er für Sam Cosgrove eingewechselt wurde. In der 93. Minute erzielte er den Ausgleichstreffer zum 1:1.